# Nicușor Eșanu
Nicușor Eșanu (ur. 12 grudnia 1954 w Bukareszcie) – rumuński kajakarz. Srebrny medalista olimpijski z Moskwy.
W igrzyskach brał udział dwukrotnie (O 76, IO 80). Srebrny medal w 1980 wywalczył w kajakowych czwórkach na dystansie 1000 metrów. Na mistrzostwach świata zdobył złoto w 1979 w kajakowych dwójkach na dystansie 10 000 metrów, cztery srebrne medale i dwa brązowe.